# Emmi AG
El holding empresarial Emmi AG, con sede en Lucerna, es la granja lechera más grande de Suiza. Actualmente, la compañía genera alrededor del 53 por ciento de su facturación en Suiza y el 47 por ciento en el extranjero (con exportaciones de Suiza y productos fabricados en el extranjero por empresas subsidiarias). El Grupo Emmi posee numerosas plantas de producción en Suiza. Fuera de Suiza, Emmi tiene fábricas de producción pertenecientes a sus filiales en Chile, Alemania, Italia, los Países Bajos, Austria, España, Túnez y los Estados Unidos.

## Historia
En 1907, 62 cooperativas fundaron la Asociación Suiza Central de Leche de Lucerna (MVL). En 1947, se produjo queso suave y yogur en Emmen por primera vez bajo la marca Emmi. El nombre de la marca Emmi proviene de Emmen. En 1993, MVL fundó Emmi AG para separar las actividades comerciales de las actividades de la asociación. Desde diciembre de 2004, Emmi cotiza en la Bolsa de valores suiza SIX Swiss Exchange mediante acciones de la empresa.
De 1993 a 2003, Franz Jung , presidente de la MVL, fue presidente de la Junta. De 2004 a 2009, Fritz Wyss ocupó ese puesto. En la Reunión General Anual del 20 de mayo de 2009, Konrad Graber fue elegido nuevo presidente del Consejo de Administración de Emmi AG. El CEO desde marzo de 2008 es Urs Riedener. La compañía emplea a casi 6.000 personas en todo el mundo.
En marzo de 2004, el Caffè Latte se agregó a la gama de productos de Emmi. La bebida mixta hecha de leche y café es el producto de marca más exitoso de Emmi.

### Adquisiciones y ventas de empresas
|  | Adquisición/Compra total o aumento a más del 50% de acciones |
|  | Adquisición/Compra de más del 50% de acciones                |
|  | Aumento de acciones (sin superar el 50%)                     |
|  | Adquisición/Compra del 50% o menos de acciones               |
|  | Disminución/venta de acciones                                |
|  | Venta de la empresa                                          |

| Fecha              | Empresa        | Empresa | Facturación (en el momento de la adquisición) | Empleados |
| ------------------ | -------------- | --- | --------------------------------------------- | --------- |
| Octubre de 2017    | Aumento        | Mexideli 2000 Holding SA de CV ( México) Del 50% a un 51%                                                                                       | ca. USD 57 millones                           | ca. 300   |
| Enero de 2017      | Adquisición    | Italian Fresh Foods S.p.A. ( Italia) | ca. EUR 20 millones                           | ca. 70    |
| Enero de 2017      | Adquisición    | Jackson-Mitchell, Inc. ( Estados Unidos) | ca. USD 20 millones                           | ca. 30    |
| Diciembre de 2016  | Adquisición    | Lácteos Caprinos ( España) | ca. EUR 13 millones                           | ca. 30    |
| Julio de 2016      | Adquisición    | Mittelland Molkerei, Suhr ( Suiza) (ya contaba con el 60% de antes)                                                                             | ca. CHF 500 millones                          | ca. 350   |
| Mayo de 2016       | Aumento        | Grupo Surlat S.A. ( Chile) Del 60% (a través de Kaiku) a un 72%                                                                                 | ca. CHF 90 millones                           |           |
| 2016               | Adquisición    | Cowgirl Creamery Corporation ( Estados Unidos)                                                                                                  | ca. USD 20 millones                           | ca. 95    |
| Febrero de 2016    | Compra del 60% | Bettinehoeve ( Países Bajos) | ca. EUR 40 millones                           | ca. 115   |
| Febrero de 2016    | Aumento        | Goat Milk Powder ( Países Bajos) Del 50% a un 60%                                                                                               | sin datos                                     | sin datos |
| Enero de 2016      | Adquisición    | Gläsernen Molkerei ( Alemania) (Contaba ya con un 76%)                                                                                          | ca. EUR 100 es                                | ca. 100   |
| Diciembre de 2015  | Adquisición    | Redwood Farm & Creamery ( Estados Unidos) | ca. USD 22 millones                           | ca. 70    |
| Enero de 2015      | Adquisición    | Käsegeschäft J.L. Freeman ( Canadá) | ca. CHF 35 millones                           | ca. 20    |
| Diciembre de 2014  | Adquisición    | Emmi Fondue AG ( Suiza) (contaba con un 65% de antes)                                                                                           | sin datos                                     |           |
| Diciembre de 2014  | Venta          | Emmi Penn Yan ( Estados Unidos) | ca. USD 30 millones                           |           |
| Octubre de 2016    | Venta          | Trentinalatte ( Italia) | sin datos                                     | sin datos |
| Agosto de 2014     | Aumento        | Gläsernen Molkerei ( Alemania) Del 24% a un 76%                                                                                                 |                                               |           |
| Enero de 2014      | Compra del 50% | Mexideli 2000 Holding SA de CV ( México) | ca. USD 50 millones                           | ca. 250   |
| Diciembre de 2013  | Compra del 24% | The Icelandic Milk and Skyr Corporation ( Estados Unidos)                                                                                       | ca. USD 17 millones                           | sin datos |
| Julio de 2013      | Adquisición    | Rachelli ( Italia) | ca. EUR 25 millones                           | ca. 85    |
| Abril de 2013      | Adquisición    | Käserei Studer AG ( Suiza) | ca. CHF 20 millones                           | ca. 24    |
| Marzo de 2013      | Compra del 60% | Nutrifrais SA ( Suiza) |                                               |           |
| Enero de 2013      | Compra del 70% | AVH Dairy Trade ( Países Bajos) | EUR 16,5 millones                             | sin datos |
| Octubre de 2012    | Compra del 25% | Gläsernen Molkerei ( Alemania) |                                               |           |
| Agosto de 2012     | Aumento        | Venchiaredo S.p.A. ( Italia) Del 10% a un 26%                                                                                                   |                                               | ca. 85    |
| Julio de 2012      | Aumento        | Diprola S.A.S. ( Francia) A 63% (Anteriormente tenía un 25% junto a Ambrosi Emmi France)                                                        | EUR 80 millones                               | ca. 140   |
| Julio de 2012      | Aumento        | Kaiku Corporación Alimentaria ( España) De 42,6% a 66%                                                                                          | EUR 320 millones                              | ca. 100   |
| Julio de 2011      | Adquisición    | Rutz Käse AG ( Suiza) | CHF 40 millones                               | ca. 40    |
| Junio de 2011      | Adquisición    | A-27 S.p.A. ( Italia) | EUR 65 millones                               | ca. 230   |
| Mayo de 2011       | Adquisición    | Molkerei Biedermann ( Suiza) (tenía una participación minoritaria)                                                                              | -                                             | ca. 110   |
| Septiembre de 2010 | Compra         | Propiedad, edificio e instalaciones de producción del antiguo Regio Milch de Basel AG ( Suiza) (junto con Milchverband der NordwestschweizKauf) |                                               |           |
| Agosto de 2010     | Adquisición    | Cypress Grove Chevre ( Estados Unidos) | USD 10 millones                               | ca. 45    |
| Agosto de 2010     | Adquisición    | CASP LLC (más tarde renombrado como Emmi Penn Yan) ( Estados Unidos)                                                                            | USD 6 millones                                | ca. 20    |
| Julio de 2010      | Adquisición    | Fromalp (CH) | CHF 100 millones                              | ca. 150   |
| Enero de 2010      | Compra del 25% | Diprola ( Francia) |                                               | sin datos |
| Enero de 2010      | Compra del 10% | Venchiaredo S.p.A. ( Italia) |                                               | sin datos |
| Abril de 2009      | Compra del 60% | Nutrifrais SA ( Suiza) | ca. CHF 2 millones                            | ca. 30    |
| Enero de 2009      | Adquisición    | Roth Käse USA Ltd ( Estados Unidos) | USD 90 millones                               | ca. 125   |
| Enero de 2009      | Aumento        | Kaiku Corporación Alimentaria ( España) Aumento hasta el 42,6%                                                                                  |                                               |           |
| Enero de 2008      | Adquisición    | Walter Schmitt AG ( Suiza) |                                               |           |
| Enero de 2008      | Adquisición    | Haerten & Interimex SA ( Bélgica) |                                               |           |
| Junio de 2007      | Compra del 25% | Ambrosi S.p.A. ( Italia) |                                               |           |
| Julio de 2006      | Adquisición    | Trentinalatte S.p.A. ( Italia) |                                               |           |
| Enero de 2006      | Part. Min.     | Kaiku Corporación Alimentaria ( España) |                                               |           |
| Enero de 2004      | Adquisición    | Craamer ( Países Bajos) |                                               |           |
| Enero de 2003      | Adquisición    | Swiss Dairy Food-Betriebs Ostermundigen ( Suiza)                                                                                                |                                               |           |
| Enero de 2003      | Adquisición    | Tiger Käse AG ( Suiza) |                                               |           |
| Junio de 2002      | Adquisición    | Käse Renz AG ( Suiza) |                                               |           |
| Finales 2001       | Adquisición    | Zingg-Firmen ( Suiza) |                                               |           |
| Enero de 2001      | Adquisición    | Burra AG ( Suiza) |                                               |           |

## Accionistas
A finales de 2016, los accionistas mayoritarios de Emmi AG eran los siguientes: Mantener acciones en Emmi AG (a fines de 2016, capital nominal ):
- Productor de leche de Suiza Central, Lucerna, 54,4% (Todas las acciones a través de la filial Tochtergesellschaft ZMP Invest AG)
- Compradores de leche de Suiza Central, Willisau, 4.2%
- MIBA - Asociación láctea de Suiza noroccidental, Aesch, 3.4%
- Otros 38.0%

Desde el colapso de Swiss Dairy Food (SDF) a mediados de 2002, Emmi ha sido el principal grupo de alimentación en la industria lechera suiza.